# Dionysia zagrica
Dionysia zagrica là một loài thực vật có hoa trong họ Anh thảo. Loài này được Grey-Wilson mô tả khoa học đầu tiên năm 1974.